# صموئيل ميلز تريسي
صموئيل ميلز تريسي (بالإنجليزية: Samuel Mills Tracy)‏ هو عالم نبات أمريكي، ولد في 1847 في هارتفورد في الولايات المتحدة، وتوفي في 1920.